# Макс Якобсон
Макс Якобсон (швед. Max Jakobson; 30 вересня 1923, Виборг, Фінляндія — 9 березня 2013, Гельсінкі, Фінляндія) — фінський дипломат і політичний діяч; в 1960-і роки зіграв центральну роль при формуванні фінської політики нейтралітету.

## Біографія
Народився 30 вересня 1923 року у Виборзі. Спочатку працював журналістом, а пізніше перейшов на дипломатичну службу, в рамках якої, зокрема, був начальником Політичного департаменту Міністерства закордонних справ Фінляндії, представником Фінляндії при ООН і послом Фінляндії в Швеції.
У 1971 році був кандидатом на пост генерального секретаря ООН, але через спротив Радянського Союзу не був обраний на цю посаду.
У 1975 році був призначений главою Фінської центру з економічних досліджень EVA.
У січні 1999 року був керівником Міжнародної комісії в Естонії з розслідування злочинів проти людяності.
Помер 9 березня 2013 року в лікарні Гельсінкі.

## Автор праць
- Englanti valinkauhassa (1952)
- Diplomaattien talvisota (1955)
- Kuumalla linjalla (1968)

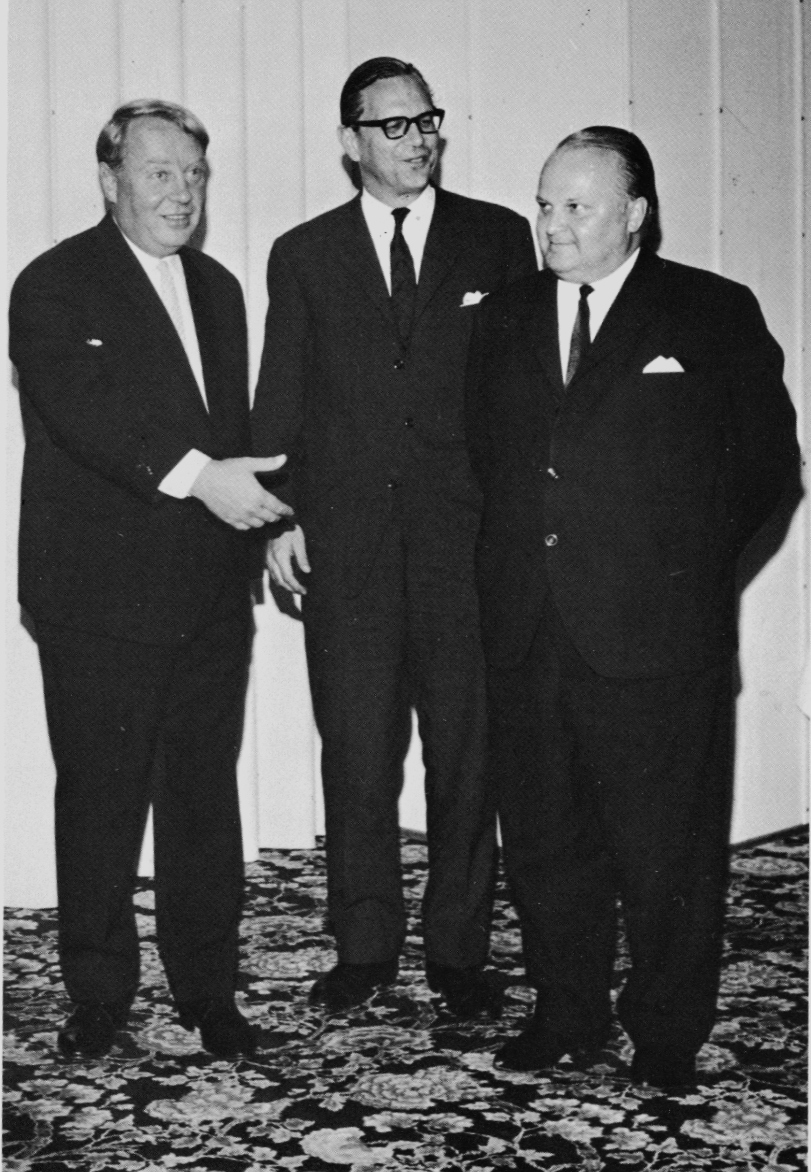
Олексій Аджубей, Макс Якобсон, Олексій Захаров

- Paasikivi Tukholmassa (1978). ISBN 951-1-05126-1
- Veteen piirretty viiva (1980). ISBN 951-1-06100-3
- 38. kerros (1983). ISBN 951-1-07565-9.
- Finland: Myth and Reality (1987). ISBN 951-1-08601-4
- Vallanvaihto (1992). ISBN 951-1-12288-6
- Finland in the New Europe (1998)
- 20. vuosisadan tilinpäätös 1: Väkivallan vuodet. Helsingissä: Otava, 1999. ISBN 951-1-13369-1.
- 20. vuosisadan tilinpäätös 2: Pelon ja toivon aika. Helsingissä: Otava, 2001. ISBN 951-1-16581-X.
- Tilinpäätös 3. Helsingissä: Otava, 2003. ISBN 951-1-18856-9.
- Tulevaisuus?. Helsingissä: Otava, 2005. ISBN 951-1-20354-1.
- Kohtalonvuodet: Suomi nousi, taipui ja selvisi. Helsinki: WSOY, 2008. ISBN 978-951-0-33113-2.

## Нагороди та відзнаки
- Орден Хреста землі Марії I класу (Естонія